# Behra-Porsche
Behra-Porsche va ser un constructor francès de cotxes per competicions automobilístiques que va arribar a disputar curses a la Fórmula 1.
Behra-Porsche la va fundar el pilot Jean Behra que junt amb Valerio Colotti van construir uns monoplaces amb els quals van arribar a competir al campionat del món de la Fórmula 1.
Van intentar debutar amb Maria Teresa de Filippis al GP de Mònaco de la temporada 1959 però no va arribar a qualificar-se per disputar la cursa.
El 7 de febrer del 1960 van debutar amb Masten Gregory al GP de l'Argentina on va finalitzar en dotzena posició.
Només van disputar una altra cursa, el 4 de setembre, el GP d'Itàlia, de la mà del pilot Fred Gamble, que va finalitzar en desè lloc.

## Resultats a la F1
| Any  | Pilot                        | 1      | 2   | 3   | 4   | 5   | 6   | 7   | 8   | 9       | 10  | Posició | Punts |
| ---- | ---------------------------- | ------ | --- | --- | --- | --- | --- | --- | --- | ------- | --- | ------- | ----- |
| 1960 | Masten Gregory i Fred Gamble | ARG 15 | MON | 500 | HOL | BEL | FRA | GBR | POR | ITA Ret | USA | -       | 0     |

## Palmarès a la F1
- Curses: 2
- Victòries: 0
- Podiums: 0
- Punts: 0